# Коїловці
Кої́ловці (болг. Коиловци) — село в Плевенській області Болгарії. Входить до складу общини Плевен.

## Населення
За даними перепису населення 2011 року у селі проживали 1014 осіб.
Національний склад населення села:
| Національність   | Кількість осіб | Відсоток |
| ---------------- | -------------- | -------- |
| болгари          | 973            | 96,9%    |
| турки            | 27             | 2,7%     |
| Всього відповіли | 1004           |          |

Розподіл населення за віком у 2011 році:
Динаміка населення: